# Канаки
Канаките са коренното население на френската отвъдморска територия Нова Каледония. По произход са меланезийци и говорят австронезийски езици. Според преброяването от 2019 г. канаките съставляват 111 856 души, или 41,2% от общото население на Нова Каледония.